# ラッキー -Are you LUCKY?-
「ラッキー -Are you LUCKY?-」（ラッキー アー ユー ラッキー?）は、村上かつらによる日本の漫画作品。

## 概要
2006年、『ビッグコミックオリジナル増刊』（小学館）3月号より連載を開始し、2008年の5月号まで全12話が連載された。
主人公は東京のとある団地に住む小学4年生の少年、祐太。ある日、押入れの中で14年前の犬型ロボット（以下「犬ロボ」と省略）のラッキーを偶然見つけたところから物語は始まる。人見知りで内気な祐太が、ラッキーと共に暮らすことで成長していく様子を描く。

## 犬ロボ
※ここでの解説は基本的に単行本第6話の内容より引用している。
この物語では犬ロボの存在が大きなキーポイントとなっている。犬ロボは「主人（飼い主）の模倣」という、飼い主の性格などを自分にインプットし真似る機能を備えており、また人間とや犬ロボ同士での会話もできるといった機能も備えている。もちろん実際の科学技術（特に電子工学）においてそれらを実現するには、人工知能（もしくはそれに近いもの）が不可欠であるため、物語の設定にある14年前（1993年）どころか、現代でもこういったロボットを生産することはまだ不可能である。
物語の中の設定では、これら犬ロボは祐太の父が勤める家電メーカーが'93年に発売を開始し、同社の犬ロボが圧倒的なシェアを誇っている。乳幼児とは相性が悪く、近付けると事故の原因になる恐れがあると警告表記されている。
当初は犬を飼えない子どもたちをターゲットに開発された（通称ぬいぐるみ系）が、子育てを終えた中高年の夫婦が飼う例が多く、2000年にデビューした4代目以降は大人向け（通称ガジェット系）に路線を変更。しかし売り上げは落ち続けているという。
初代犬ロボ
ラッキーの同型。1993年にデビューした第1号モデル。伝えたいことを顔の液晶画面に5文字で表示する。充電器に尻をセットして、座った状態で充電される。ちなみに同型の犬ロボは現代ではかなりの希少品で、コレクターの間でも初期モデルとして珍重されており、可動品となるとネットオークションでは20万円を下らないという。
2代目犬ロボ
1996年にデビュー。外観は初代と似ているが、顔の液晶画面が廃止され、代わりに言葉を発するようになった。
3代目犬ロボ
1998年にデビュー。全体的にデザインが変更されたほか、毛色の異なるモデルが数種類存在したようだ。
4代目犬ロボ
2000年にデビュー。このモデルよりぬいぐるみ系からガジェット系に路線を変更し対象が大人向けとなり、デザインもロボット然としたものに近くなった。
5代目犬ロボ
杉野が所有している犬ロボの同型。2003年にデビュー。デザインがよりロボット然としたものとなった。ボディはポリカーボネイト製で、5分の急速充電で最長48時間の連続稼動が可能となり、関節は80箇所にのぼるほか、メモリーの容量も初代の15倍となった。
6代目犬ロボ
2006年10月1日に、首都圏で先行発売された最新型。無線LAN・GPS機能・動画の撮影も可能なカメラなどが内蔵され、別売りのソフトを使えば3ヶ国語での会話も可能となった。ポスターのキャッチコピーには「より洗練されたフォルムに本物の犬をしのぐ人工知能」と書かれていた。
介護用犬ロボ
祐太が小学校を卒業してから4年後（2012年頃）にデビュー。機能やデザインは基本的に初代に酷似しており、その後の6年間で2回モデルチェンジした。

## 登場キャラクター
祐太（日置祐太）
主人公。東京のとある団地に父と住んでいる小学4年生で1995年生まれ。小学校1年生の頃に母を病気で亡くしてからは父と2人で住んでいる。人見知りで大人しい性格で、同級生の杉野たちに面倒事を押し付けられることがある。小学校を卒業してから10年後、介護士となった。
ラッキー（初代犬ロボ）
もう1人（1体）の主人公。14年前にトイザマスで販売されていたのを祐太の父と母（以下「幸子」と表記）に購入され、祐太が生まれる以前に飼われていた。幸子の性格がインプットされたのか、12年前に幸子が車に轢かれそうになったときや、祐太がトラックに轢かれそうになったとき、体当たりでかばったことがある。個体識別番号は001252。
祐太の父（名前は不明）
家電メーカーに勤めている。14年前、子宝に恵まれず不妊治療に専念しようとした幸子に、「（不妊）治療は一旦お休みにして、子供ができなかったらできないで、君と僕とこの子で暮らしてもいいじゃないか」とラッキーを購入した。第6話で家電営業部から玩具事業部営業担当に移動し、第9話で主任に昇進したことが判明する。
祐太の母（日置幸子）
体が病弱で、祐太が小学校1年生の頃に病気で亡くなった。「飼いたいけど私たちより早く死んじゃうから嫌だ」と犬を飼うのを避けていたが、ラッキーがやって来たことをとても喜んでいた。祐太が生まれたのは、それから2年後のことである。
鈴奈さん（山田鈴奈）
26歳。祐太の父と同じ会社に勤めている。それまで協力店の店頭で宣伝していただけの販促を、犬ロボの点検やOS（オペレーティング・システム）のアップデートを行うなど、メーカーが犬ロボを本物の犬として扱う「犬ロボ病院」というイベントに変化させることを提案したほか、初代犬ロボを福祉用に改良して再生産することも彼女が提案した。単行本第10話で企画開発部に異動するも、祐太が小学校を卒業してから10年後には犬ロボ全体の企画主任となっていた。子どもの頃神戸に住んでおり、そこで「モモ」という初代犬ロボを飼っていたが、阪神・淡路大震災で家が全壊し、モモを失った。幸子と面影が似ており、祐太や祐太の父を戸惑わせたことがある。
モモ（初代犬ロボ）
鈴奈が子どもの頃に飼われていた犬ロボ。当時の鈴奈に似て怖がりな性格だった。阪神・淡路大震災で鈴奈の家が全壊した際に瓦礫に挟まり、自分を助けようとした鈴奈を止めるため自らの電源を切り、直後に火災に巻き込まれ、鎮火した後鈴奈に発見されるも、二度と動くことはなかった。鼻を無くしたラッキーに、鈴奈はモモの鼻を移植した。
杉野
祐太のクラスメイトで、ガキ大将的な存在。祐太たちをパシリ扱いし、いつも面倒事を押し付けたりするも、バッテリーの寿命を迎えたラッキーに自分の犬ロボの予備バッテリーを移植できないかと考えるなど、意外と優しい一面もある。5代目の犬ロボを飼っており、その犬ロボもまた彼によく似た性格である。
学
祐太と仲の良いクラスメイト。祐太と同じく杉野にパシリ扱いされている。
成瀬
祐太が4年生のときクラスメイトだった。幸子を亡くしクラスにも馴染めなかった祐太の唯一の遊び相手で、昆虫に詳しかった。しかし5年生になり父親に「中学受験ぐらいで手こずってどうする。淘汰と棲み分けはもう始まっているんだぞ」と半ば強制的に中学受験を目指す塾に入れさせられてからは、成績ばかりを気にする性格に変わってしまい、祐太は「成瀬くんはもう4年生のときの成瀬くんじゃないみたい」と悟った。祐太がギンヤンマが好きだったことが回想シーンでの成瀬の発言で判明する。